# إدي أندرسون (لاعب كرة قدم أمريكية)
إدي أندرسون (بالإنجليزية: Eddie Anderson)‏ هو لاعب كرة قدم أمريكية أمريكي، ولد في 22 يوليو 1963 في وارنر روبينز في الولايات المتحدة.

## وصلات خارجية
- إدي أندرسون على موقع مرجع كرة القدم المحترفة.كوم (الإنجليزية)